# Газоперекачивающий агрегат
Газоперекачивающий агрегат (ГПА) — устройство, предназначенное для сжатия природного газа на компрессорных станциях газопроводов и подземных хранилищ.

## Классификации
ГПА классифицируют:
1. по типу нагнетателей:
  - поршневые газомоторные компрессоры (газомотокомпрессоры)
  - ГПА с центробежными нагнетателями
2. по типу привода:
  - агрегаты с газовым двигателем внутреннего сгорания (газомоторные двигатели)
  - агрегаты с газотурбинным приводом (со стационарной газотурбинной установкой и с приводами от газотурбинных двигателей авиационного и судового типов)
  - агрегаты с электроприводом.

## Конструкция
Все газоперекачивающие агрегаты состоят из нагнетателя (газового компрессора) и привода нагнетателя (газотурбинного, электрического, поршневого или другого типа), который приводят их во вращение. Кроме этого, в состав ГПА входят блок всасывающей камеры, которая обеспечивает выравнивание воздушного потока и подачу очищенного воздуха к двигателю, выхлопное устройство (в случае газотурбинного привода), системы автоматики, маслосистемы, топливовоздушные и масляные коммуникации и вспомогательное оборудование.
По своему конструктивному исполнению ГПА выполняются либо в общем здании компрессорного цеха, либо в индивидуальных зданиях (в случае с ГПА с приводом от стационарных газовых турбин).

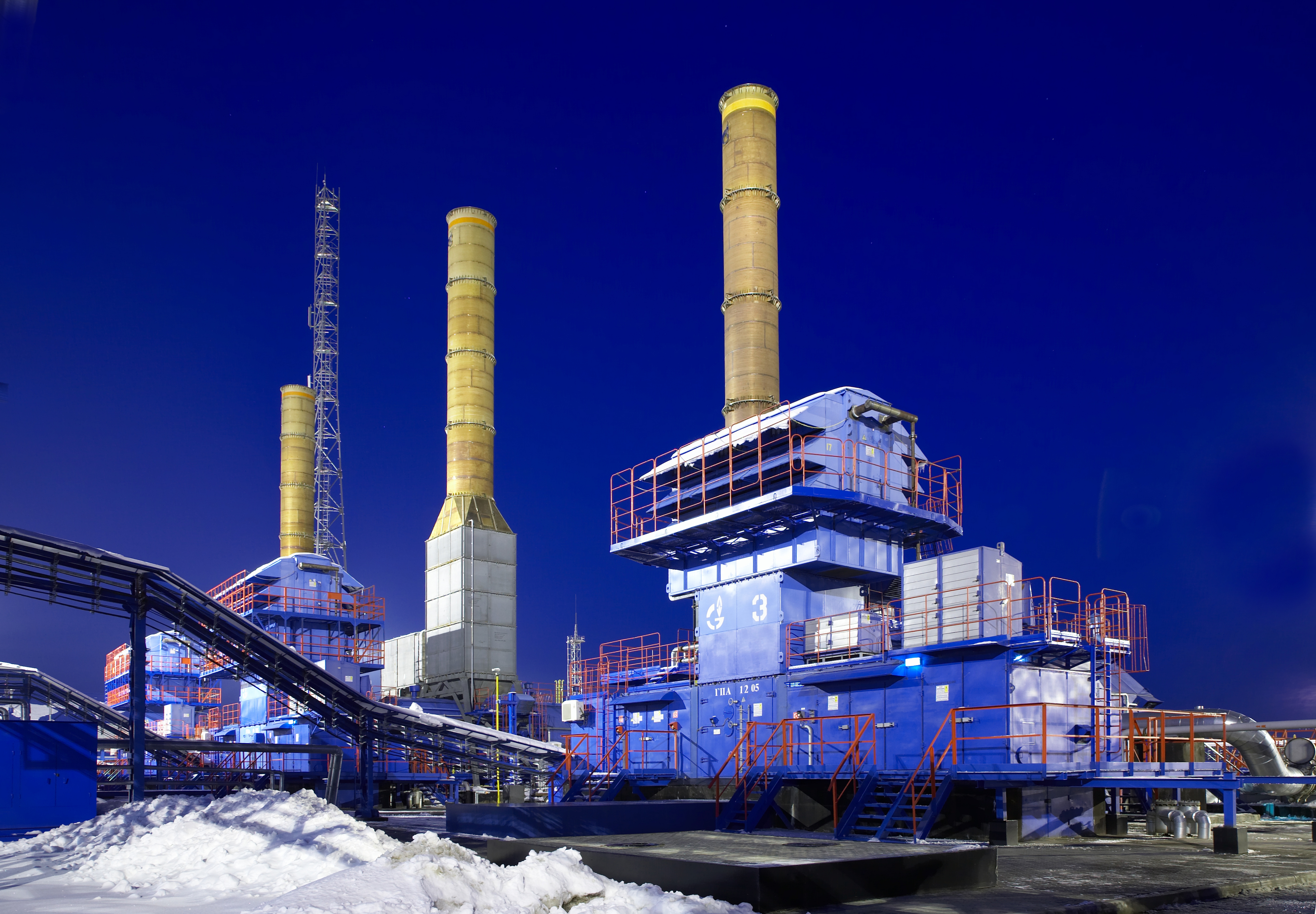
КС «Волоколамская»

Первым в России разработчиком и производителем газоперекачивающих агрегатов стало ПАО НПО «Искра» по комплексным программам долгосрочного сотрудничества  предприятий Пермской области и ОАО «Газпром». В 1996 году на КС «Пермская» пущен в эксплуатацию первый российский блочно-комплектный газоперекачивающий агрегат ГПА-12 «Урал».